# 2014 en mathématiques
Cet article présente les faits marquants de l'année 2014 en mathématiques.

## Prix
- 13 août 2014 : Le Congrès international des mathématiciens 2014 décerne les médailles Fields à Artur Ávila, Manjul Bhargava, Martin Hairer et Maryam Mirzakhani. Mirzakhani est la première femme à recevoir cette distinction[1],[2].
- Prix Abel en mathématiques : Iakov Sinaï
- Médaille Fields (mathématiques) : Artur Ávila, Manjul Bhargava, Martin Hairer et Maryam Mirzakhani

## Décès
- 9 janvier : 
  - Jean-Jacques Moreau (né en 1923), mécanicien et mathématicien français.
  - Marc Yor (né en 1949), mathématicien français, spécialiste des probabilités.
- 10 janvier : Maria Hasse (née en 1921), mathématicienne allemande.
- 25 janvier : Heini Halberstam (né en 1926), mathématicien britannique.
- 26 janvier : Gerald Whitham (né en 1927), mathématicien américain.
- 20 mars : Andrzej Grzegorczyk (né en 1922), mathématicien polonais.
- 7 avril : James Alexander Green (né en 1926), mathématicien britannique.
- 13 avril : Emma Castelnuovo (née en 1913), mathématicienne italienne.
- 26 avril : Jacqueline Lelong-Ferrand (née en 1918), mathématicienne française.
- 12 mai : Manfred Padberg (né en 1941), mathématicien allemand.
- 27 mai : Robert Steinberg (né en 1922), mathématicien canadien.
- 5 juin : Robert McNaughton (né en 1924), mathématicien américain.
- 7 juin : Jean-Louis Ovaert (né en 1934), mathématicien français.
- 16 juin : Yvonne Dold-Samplonius (née en 1937), mathématicienne néerlandaise.
- 23 juin : Joachim Lambek (né en 1922), mathématicien allemand-canadien.
- 2 juillet : Harold W. Kuhn (né en 1925), mathématicien et économiste américain.
- 7 juillet : Lars Gårding (né en 1919), mathématicien suédois.
- 17 juillet : Chen Chung Chang (né en 1927), mathématicien américain.
- 5 août : 
  - Dmitri Anossov (né en 1936), mathématicien russe.
  - Michael Deakin (né en 1939), mathématicien australien.
- 10 août : Kathleen Ollerenshaw (née en 1912), mathématicienne britannique.
- 10 septembre : Edward Nelson (né en 1932), mathématicien américain.
- 22 septembre : Alexeï Tchervonenkis (né en 1938), mathématicien russe.
- 27 septembre : Dorothy Maharam (née en 1917), mathématicienne américaine.
- 10 octobre : Ichirō Satake (né en 1927), mathématicien japonais.
- 13 novembre :
  - Armand Vallin Feigenbaum (né en 1922), statisticien américain.
  - Alexandre Grothendieck (né en 1928), mathématicien apatride, médaille Fields en 1966.
- 14 novembre : Eugene Dynkin (né en 1924), mathématicien russe.
- 6 décembre : Dorothy Gilford (née en 1919), statisticienne américaine.
- 12 décembre : Ivor Grattan-Guinness (né en 1941), historien des mathématiques et de la logique britannique.
- 21 décembre : Hans Riesel (né en 1929), mathématicien suédois.
- 25 décembre : Louis Boutet de Monvel (né en 1941), mathématicien français.